# アイミローラ
アイミローラ（1986年7月20日 - ）は、ファッション雑誌のモデルやカットモデルとして活躍するモデルである。日本とイギリスのハーフ。現代美術家である今井喬裕の絵画モデルを務めた。

## メディア出演

### 映画
- 「ひとりかくれんぼ (2008)」 (エースデュースエンタテインメント)[2]